# Aspilia helianthoides
Espèce
Synonymes
- Aspilia helianthoides var. helianthoides[1]
- Coronocarpus gayanus Benth.[1]
- Coronocarpus helianthoides Schumach. & Thonn.[1]
- Wedelia helianthoides Isawumi[1]

Aspilia helianthoides est une espèce de plantes à fleurs de la famille des Asteraceae et du genre Aspilia, présente en Afrique tropicale.

## Description
C'est une herbe dressée, pubescente, atteignant 80 cm de hauteur.

## Distribution
L'espèce est présente en Afrique tropicale.

## Habitat
On la rencontre dans les savanes, les jachères, les bas-fonds.

## Utilisation
Elle contient un inhibiteur de l'élastase neutrophile. On s'en sert pour soigner les plaies, les inflammations.

## Liste des variétés et sous-espèces
Selon Catalogue of Life (26 juin 2020) :
- sous-espèce Aspilia helianthoides subsp. helianthoides
- sous-espèce Aspilia helianthoides subsp. prieureana

Selon The Plant List (26 juin 2020) :
- sous-espèce Aspilia helianthoides subsp. ciliata (Schumach.) C.D.Adams
- sous-espèce Aspilia helianthoides subsp. prieuriana (DC.) C.D.Adams

Selon Tropicos (26 juin 2020) (Attention liste brute contenant possiblement des synonymes) :
- sous-espèce Aspilia helianthoides subsp. ciliata (Schumach.) C.D. Adams
- sous-espèce Aspilia helianthoides subsp. helianthoides
- sous-espèce Aspilia helianthoides subsp. papposa (O. Hoffm. & Muschl.) C.D. Adams
- sous-espèce Aspilia helianthoides subsp. prieuriana (DC.) C.D. Adams
- variété Aspilia helianthoides var. papposa O. Hoffm. & Muschl.